# 동산초등학교 (서울)
동산초등학교(東山初等學校)는 대한민국 서울특별시 중구 신당동에 있는 사립 초등학교이다.

## 학교 연혁
- 1956년 1월 16일: 학교법인 제일학원 설립
- 1966년 3월 10일: 동산국민학교 개교(4학급 편성)
- 1971년 5월 21일: 조명주 이사장 취임
- 1983년 10월 27일: 학교법인 서정학원으로 변경 인가
- 1996년 3월 1일: 동산초등학교로 변경
- 2005년 9월 1일: 조창환 이사장 취임
- 2026년 3월 10일: 개교 60주년

## 참고 자료
동산초등학교 - 한국교육학술정보원 학교알리미